# 公子文
公子文（?—?），子姓，名文，宋戴公之子。宋戴公死后，公子文的哥哥宋武公继位，公子文的后代则以宋戴公的谥号为氏，成为宋国公族之一——戴氏。这也是后世戴姓的起源之一。